# Cabrero (Spanyolország)
Cabrero (extremadurai nyelven El Cabreru, asztur-leóni nyelven Cabreru)egy község Spanyolországban, Cáceres tartományban. Cabrero Casas del Castañar, El Torno, Valdastillas, Piornal és Barrado községekkel határos. Lakosainak száma 349 fő (2024).

## Népesség
A település népessége az elmúlt években az alábbi módon változott:
| Lakosok száma | 440  | 377  | 356  | 369  | 374  | 359  | 359  | 326  | 323  | 349  |
|               | 2001 | 2004 | 2006 | 2009 | 2011 | 2014 | 2016 | 2019 | 2021 | 2024 |